# 沃倫施維爾

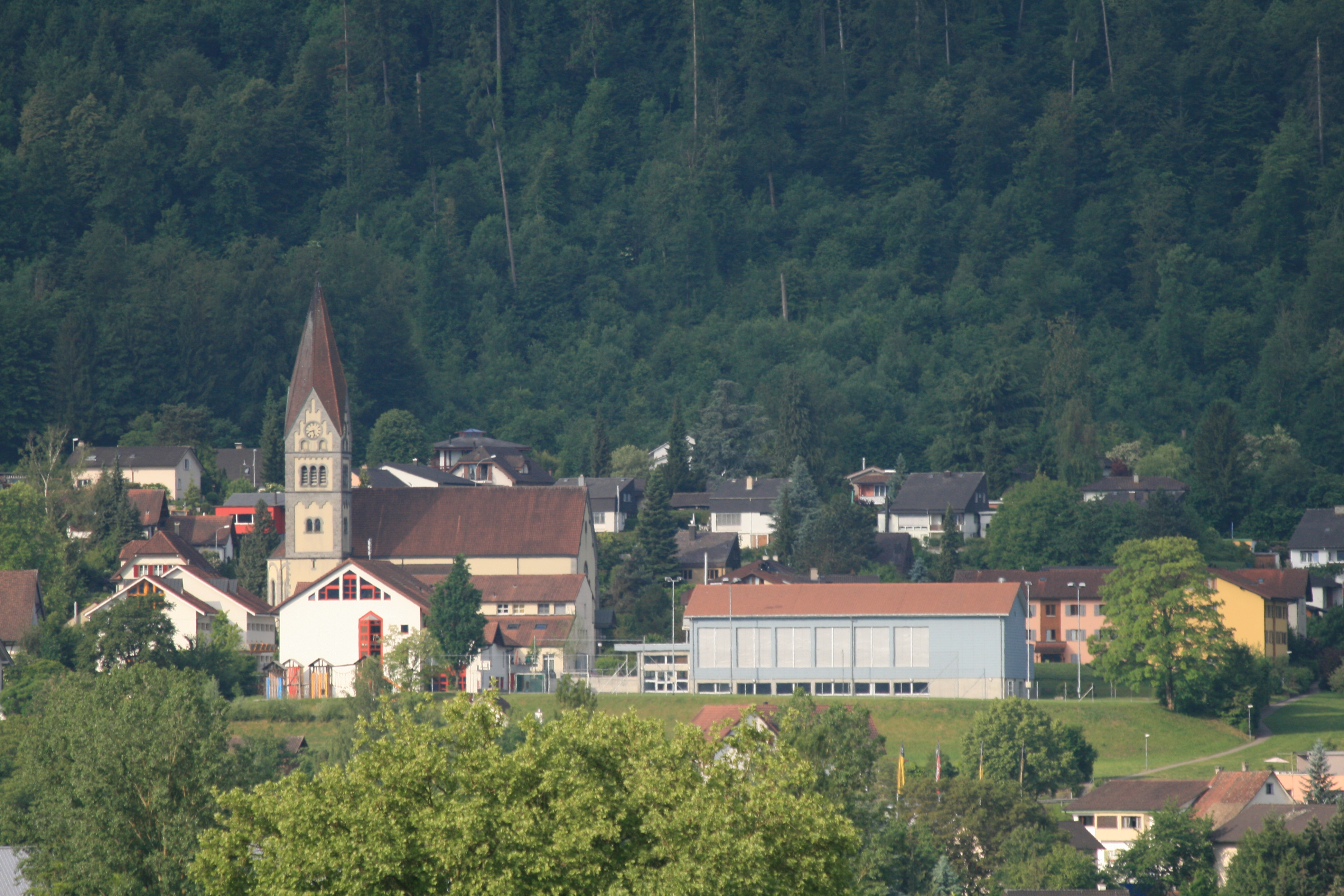

沃倫施維爾是瑞士的城鎮，位於該國北部，由阿爾高州負責管轄，面積4.39平方公里，海拔高度374米，2012年人口1,494，一半人口信奉羅馬天主教，人口密度每平方公里340人。